# الدیا اسونسیون
الدیا اسونسیون (به اسپانیایی: Aldea Asunción) یک منطقهٔ مسکونی در آرژانتین است که در ایالت انتره ریوز واقع شده‌است.